# Újezd (zámek, okres Plzeň-jih)
Újezd je zámek ve stejnojmenné vesnici u Horšic v okrese Plzeň-jih. Postaven byl v renesančním slohu na místě starší tvrze na konci šestnáctého století Janem Boreněm Říčanským. V první polovině osmnáctého století byl barokně upraven a rozšířen o kapli svaté Anny. Zámecký areál je chráněn jako kulturní památka ČR.

## Historie
Původním panským sídlem v Újezdu byla tvrz poprvé připomínaná v roce 1513, kdy ji Kateřina z Újezda prodala spolu s vesnicí, částí Horšic a dvěma dvory v těchto vesnicích Janu Steblencovi z Drahkova. Jeho dcera Anna se provdala za Václava Chlumčanského z Přestavlk, který tak Újezd získal věnem a od roku 1527 začal používat přídomek seděním v Újezdě. V roce 1532 tvrz navštívil Jáchym Fremut ze Stropčic a napadl jízdou na koni Annina syna Jindřicha a posléze i samotnou Annu, kterou zranil. Dalším synem Anny a Václava Chlumčanského byl Jan, který je uváděn jako majitel tvrze od roku 1546. Ke konci života koupil roku 1572 panství pustého hradu Skála, které připojil k Újezdu. Oženil se s Annou ze Lhoty, se kterou měli dva syny. Mladší Jindřich zdědil panství Skály, zatímco Újezd dostal starší syn Jan Boreň Říčanský, který je považován za zakladatele dochovaného zámku. Během svého života podnikl a popsal jedenáct cest, při nichž navštívil řadu evropských zemí.
Roku 1614 se na zámku setkali Václav starší Příchovský z Příchovic a Vilém Broum z Miřetic. Václav během setkání Viléma fyzicky napadl a August Sedláček předpokládá, že při příhodě Jan Boreň zemřel. Zanechal po sobě tři dospělé a tři nezletilé syny a množství dluhů, které se dědici pokusili roku 1615 splatit prodejem části svých lesů. Získané peníze však na zaplacení dluhů nestačily, a proto prodali celé panství Bedřichu Švihovskému z Rýzmberka na Příchovicích. Od něj v roce 1628 statek koupila Judita Voršila Vchynská, rozená z Rýzmberka. Po její smrti prodala k tomu účelu zřízená komise roku 1642 panství Janu Karlovi z Kokořova. Jeho potomkům patřilo až do osmnáctého století, na jehož počátku statek koupil hrabě Václav z Klenového. S jeho dcerou Marií Annou se roku 1740 oženil František Václav z Vrtby, který Újezd připojil k žinkovskému panství. Ve druhé polovině dvacátého století zámeckou budovu využívalo jednotné zemědělské družstvo.

## Stavební podoba
Rozlehlá újezdská tvrz bývala až do konce šestnáctého století dřevěná. Jan Boreň Říčanský ji nechal zbořit a na jejím místě založil renesanční jednopatrový zámek se dvěma křídly, jehož některé přízemní místnosti jsou zaklenuté maltovým žebrovím. Barokní přestavba proběhla za Václava z Klenového. Dominantou zámku se po ní stala budova kaple svaté Anny. Kaple má obdélný půdorys s polygonálním závěrem, v jehož ose je připojena pětiboká sakristie. Interiér je zaklenutý třemi poli valené klenby s lunetami oddělenými valenými pásy, zatímco v sakristii byla použita klášterní klenba. Autorem freskové výzdoby s motivy ze života svaté Anny a Panny Marie a iluzivní architektury oltáře ze druhé třetiny osmnáctého století byl František Julius Lux. Před hlavním oltářem stojí rokoková mensa s predelou. Na bočních iluzívních oltářích jsou umístěny novodobé obrazy svaté Anežky a svatého Šebestiána v původních rokokových rámech. Rokokové jsou také kazatelna, zpovědnice a lavice.
K památkově chráněnému areálu patří také pozůstatek parku s ohradní zdí, dvojice chlévů, stodola a sýpka.